# Estadio Arenas de Samborondón
El estadio Samborondón Arena es un estadio multiusos. Está ubicado en la ciudad de Samborondón, provincia de Guayas. Fue inaugurado en el año 2006. Es usado para la práctica del fútbol, Tiene capacidad para 2200 espectadores.
Desempeña un importante papel en el fútbol local, ya que el club de Samborondón como el Club Sport Patria hace de local en este escenario deportivo, que participan en el Campeonato Provincial de Segunda Categoría del Guayas.
El estadio es sede de distintos eventos deportivos a nivel local, ya que también es usado para los campeonatos escolares de fútbol que se desarrollan en la ciudad en las distintas categorías, también puede ser usado para eventos culturales, artísticos, musicales de la localidad.
- Datos: Q16303207